# Acetoina-ribosio-5-fosfato transaldolasi
La acetoina-ribosio-5-fosfato transaldolasi è un enzima appartenente alla classe delle transferasi, che catalizza la seguente reazione:
3-idrossibutan-2-one + D-ribosio 5-fosfato ⇄ acetaldeide + 1-deossi-D-altro-eptulosio 7-fosfato
Si tratta di un enzima contenente tiamina pirofosfato.